# Travis Morin
Travis Andrew Morin, född 9 januari 1984, är en amerikansk professionell ishockeyspelare som spelar för Dallas Stars i NHL.
Han draftades i nionde rundan i 2004 års draft av Washington Capitals som 263:e spelare totalt.